# Anchinia
Anchinia é um gênero de traça pertencente à família Agonoxenidae.